# 0431
0431 è il prefisso telefonico del distretto di Cervignano del Friuli, appartenente al compartimento di Venezia.
Il distretto comprende la parte meridionale della provincia di Udine e i comuni di Grado (GO) e San Michele al Tagliamento (VE). Confina con i distretti di Udine (0432) a nord, di Gorizia (0481) a est, di San Donà di Piave (0421) a ovest e di Pordenone (0434) a nord-ovest.

## Aree locali e comuni
Il distretto di Cervignano del Friuli comprende 21 comuni compresi nelle 3 aree locali di Cervignano del Friuli (ex settori di Cervignano del Friuli, Grado e San Giorgio di Nogaro), Latisana e Lignano Sabbiadoro. I comuni compresi nel distretto sono: Aiello del Friuli, Aquileia, Campolongo Tapogliano, Carlino, Cervignano del Friuli, Fiumicello Villa Vicentina, Grado (GO), Latisana, Lignano Sabbiadoro, Marano Lagunare, Muzzana del Turgnano, Palazzolo dello Stella, Porpetto, Precenicco, Ronchis, Ruda, San Giorgio di Nogaro, San Michele al Tagliamento (VE), Terzo di Aquileia e Torviscosa .